# آرثر لو
آرثر لو (بالإنجليزية: Arthur Law)‏ هو سياسي بريطاني (وحمل سابقاً جنسية المملكة المتحدة لبريطانيا العظمى وأيرلندا)، ولد في 1876، وتوفي في 30 يونيو 1933. في الانتخابات العامة في المملكة المتحدة 1929 ‏، انتخب عضو برلمان المملكة المتحدة الـ35 عن دائرة Rossendale (UK Parliament constituency) ‏ (30 مايو 1929 – 7 أكتوبر 1931).